# Aldy Bernard
Aldy María Bernard Bonilla (Laguna Salada, 5 de julho de 1995) é uma modelo dominicana e titular de concurso de beleza que foi coroada Miss República Dominicana em 2018. Ela representou a República Dominicana no concurso Miss Universo 2018.
Aldy Bernard foi coroada como Miss República Dominicana em 26 de agosto de 2018, na Gran Arena del Cibao, em Santiago de los Caballeros. Ela sucedeu Carmen Muñoz Guzmán, Miss República Dominicana 2017.